# Noyesius metallicus
Noyesius metallicus är en stekelart som beskrevs av Boucek 1988. Noyesius metallicus ingår i släktet Noyesius och familjen finglanssteklar. Inga underarter finns listade i Catalogue of Life.